# Roger Houdet
Roger Ambroise Édouard Houdet (* 14. Juni 1899 in Angers, Département Maine-et-Loire; † 25. August 1987 in Ballainvilliers, Département Essonne) war ein französischer Politiker der Centre national des indépendants et paysans und der Républicains sociaux, der unter anderem von 1952 bis 1958 Mitglied des Rates der Republik war. Er bekleidete ferner von 1953 bis 1955 sowie erneut zwischen 1958 und 1959 das Amt des Landwirtschaftsministers in mehreren Regierungen der Vierten Französischen Republik und gehörte von 1958 bis 1977 dem Senat als Mitglied an. Außerdem war er zwischen 1968 und 1977 auch Mitglied des Europäischen Parlamentes.

## Leben
Roger Ambroise Édouard Houdet schloss ein Studium an der École supérieure d’électricité ab und war als Elektroingenieur tätig. Des Weiteren absolvierte er Studien am Institut national agronomique sowie an der École nationale du génie rural. Während der deutschen Besetzung Frankreichs im Zweiten Weltkrieg engagierte er sich in der Widerstandsbewegung Résistance und war nach Kriegsende Mitarbeiter im Landwirtschaftsministerium und dort zuletzt im Kabinett der Minister Paul Antier und Camille Laurens.
Am 18. Mai 1952 wurde Houdet, der Mitglied des Nationalen Zentrums für Unabhängige und Bauern CNIP (Centre national des indépendants et paysans) war, für die Sozialen Republikaner RS Républicains sociaux Mitglied des Rates der Republik (Conseil de la République), dem bisherigen Senat der Vierten Französischen Republik, und vertrat in diesem bis zum 4. Oktober 1958 die Interessen des Départements Seine-Maritime. Am 28. Juni 1953 wurde er als Landwirtschaftsminister (Ministre de l’Agriculture) in das Kabinett Laniel I berufen und bekleidete dieses Ministeramt anschließend vom 16. Januar bis zum 19. Juni 1954 auch im Kabinett Laniel II sowie zwischen dem 19. Juni 1954 und 23. Februar 1955 im Kabinett Mendès France. Im Kabinett de Gaulle III, der letzten Regierung der Vierten Republik, übernahm er vom 1. Juni 1958 bis zum 8. Januar 1959 noch einmal den Posten als Landwirtschaftsminister.
Nach Inkrafttreten der Verfassung der Fünften Französischen Republik am 4. Oktober 1958 wurde Roget Houdet für das Département Seine-Maritime Mitglied des wieder geschaffenen Senats (Sénat) und gehörte diesem bis zum 2. Oktober 1977 an. Er bekleidete vom 8. Januar 1959 im Kabinett Debré, der ersten Regierung der Fünften Republik, erneut den Posten des Landwirtschaftsministers, den er aber bereits am 27. Mai 1959 an Henri Rochereau übergab.
Er war des Weiteren vom 8. Juli 1959 bis zum 16. März 1951 auch Mitglied des Senats der Communauté française, eine durch die Verfassung der Fünften Französischen Republik vom 4. Oktober 1958 geschaffene Staaten- und Völkergemeinschaft der ehemaligen Französischen Union (Union française). Darüber hinaus fungierte er zwischen dem 29. Juni 1962 und dem 11. März 1983 als Bürgermeister von Luneray, einer Kleinstadt im Département Seine-Maritime, und gehörte vom 24. Januar 1966 bis zum 31. Januar 1969 der Parlamentarischen Versammlung des Europarates als Mitglied an. Ferner war er als Vertreter des Französischen Parlaments (Parlement français) zwischen 1968 und 1977 auch Mitglied des Europäischen Parlamentes. Für seine langjährigen Verdienste wurde er Kommandeur des Ordre du Mérite agricole, Offizier der Ehrenlegion sowie des Ordre des Palmes Académiques und erhielt zudem die Médaille de la Résistance.